# کونیا کمپ (هاوایی)
کونیا کمپ (به انگلیسی: Kunia Camp) یک منطقهٔ مسکونی در ایالات متحده آمریکا است که در شهرستان هونولولو، هاوایی واقع شده‌است. کونیا کمپ ۲۶۹٫۱۴ متر بالاتر از سطح دریا واقع شده‌است.